# Giorgio VII di Georgia
Giorgio VII Bagration (in georgiano გიორგი VII?, Giorgi VII; XIV secolo – 1405) fu re della Georgia dal 1395 alla sua morte.

## Biografia
Giorgio VII nacque dal matrimonio tra il re Bagrat V e la sua prima moglie, Elena (morta nel 1366 a causa della peste bubbonica). Fu associato al trono come co-regnante nel 1369.
Nel novembre 1386 Bagrat V fu sconfitto e fatto prigioniero dalle armate agli ordini di Tamerlano. Nel periodo della prigionia di Bagrat V, il principe Giorgio prese momentaneamente in mano il governo del paese. Successivamente, nel 1395, il re morì e Giorgio VII ascese al trono come suo erede. Egli spese gran parte del suo tempo combattendo le frequenti invasioni timuridi. Tra il 1399 ed il 1403, infatti, Tamerlano ordinò ben cinque spedizioni militari contro la caparbia Georgia, lasciandola in rovina. Infine, nel 1403, Giorgio VII dovette accettare la pace con il feroce nemico, riconoscendo la signoria di Tamerlano e pagandogli un tributo. Ciononostante, Giorgio VII riuscì a conservare il diritto di essere coronato come un re cristiano.
Dopo la morte di Tamerlano nel 1405, Giorgio VII affrontò la nuova minaccia rappresentata dalle incursioni dei nomadi della tribù di origine oghuz Kara Koyunlu. Fu proprio durante una battaglia contro questi invasori che il re morì. Non avendo avuto figli, Giorgio VII fu succeduto dal fratellastro Costantino I.

## Ascendenza
|                        |                          |                           | Genitori             |  |  | Nonni |  |  | Bisnonni             |  |  | Trisnonni              |  |
|                        |                          |                           |                      |  |  |       |  |  | Giorgio V di Georgia |  |  | Demetrio II di Georgia |  |
|                        |                          |                           |                      |  |  |       |  |  | Giorgio V di Georgia |  |  | Demetrio II di Georgia |  |
|                        |                          | Natela Jaqeli             |                      |  |  |       |  |  | Giorgio V di Georgia |  |  |                        |  |
| Davide IX di Georgia   |                          |                           |                      |  |  |       |  |  | Giorgio V di Georgia |  |  |                        |  |
|                        |                          | …                         | …                    |  |  |       |  |  |                      |  |  |                        |  |
|                        |                          | …                         | …                    |  |  |       |  |  |                      |  |  |                        |  |
|                        |                          | …                         | …                    |  |  |       |  |  |                      |  |  |                        |  |
| Bagrat V di Georgia    |                          | …                         |                      |  |  |       |  |  |                      |  |  |                        |  |
|                        |                          | Qvarqvare I Jaqeli        | Sargis II Jaqeli     |  |  |       |  |  |                      |  |  |                        |  |
|                        |                          | Qvarqvare I Jaqeli        | Sargis II Jaqeli     |  |  |       |  |  |                      |  |  |                        |  |
|                        |                          | Qvarqvare I Jaqeli        | …                    |  |  |       |  |  |                      |  |  |                        |  |
| Sindukhtar Jaqeli      |                          | Qvarqvare I Jaqeli        |                      |  |  |       |  |  |                      |  |  |                        |  |
|                        |                          | …                         | …                    |  |  |       |  |  |                      |  |  |                        |  |
|                        |                          | …                         | …                    |  |  |       |  |  |                      |  |  |                        |  |
|                        |                          | …                         | …                    |  |  |       |  |  |                      |  |  |                        |  |
| Giorgio VII di Georgia |                          | …                         |                      |  |  |       |  |  |                      |  |  |                        |  |
|                        | Alessio II di Trebisonda | Giovanni II di Trebisonda |                      |  |  |       |  |  |                      |  |  |                        |  |
|                        | Alessio II di Trebisonda | Giovanni II di Trebisonda |                      |  |  |       |  |  |                      |  |  |                        |  |
|                        | Alessio II di Trebisonda | Eudocia Paleologa         |                      |  |  |       |  |  |                      |  |  |                        |  |
| Basilio di Trebisonda  | Alessio II di Trebisonda |                           |                      |  |  |       |  |  |                      |  |  |                        |  |
|                        |                          | Jiajak Jaqeli             | Beka I Jaqeli        |  |  |       |  |  |                      |  |  |                        |  |
|                        |                          | Jiajak Jaqeli             | Beka I Jaqeli        |  |  |       |  |  |                      |  |  |                        |  |
|                        |                          | Jiajak Jaqeli             | …                    |  |  |       |  |  |                      |  |  |                        |  |
| Elena Mega Comnena     |                          | Jiajak Jaqeli             |                      |  |  |       |  |  |                      |  |  |                        |  |
|                        |                          | Andronico III Paleologo   | Michele IX Paleologo |  |  |       |  |  |                      |  |  |                        |  |
|                        |                          | Andronico III Paleologo   | Michele IX Paleologo |  |  |       |  |  |                      |  |  |                        |  |
|                        |                          | Andronico III Paleologo   | Rita d'Armenia       |  |  |       |  |  |                      |  |  |                        |  |
| Irene Paleologa        |                          | Andronico III Paleologo   |                      |  |  |       |  |  |                      |  |  |                        |  |
|                        |                          | Anna di Savoia            | Amedeo V di Savoia   |  |  |       |  |  |                      |  |  |                        |  |
|                        |                          | Anna di Savoia            | Amedeo V di Savoia   |  |  |       |  |  |                      |  |  |                        |  |
|                        |                          | Anna di Savoia            | Maria di Brabante    |  |  |       |  |  |                      |  |  |                        |  |
|                        |                          | Anna di Savoia            |                      |  |  |       |  |  |                      |  |  |                        |  |